# 临桂香草
临桂香草（学名：Lysimachia linguiensis）是报春花科珍珠菜属的植物，是中国的特有植物。分布在中国大陆的广西等地，常生于山坡荫处，目前尚未由人工引种栽培。